# Daffodil and Tulip Year Book
Daffodil and Tulip Year Book (abreviado Daffodil Tulip Year Book) es una revista con ilustraciones y descripciones botánicas que es editada en Londres por la Royal Horticultural Society desde el año 1946. Fue precedida por Daffodil Year-Book.